# Pic Bonpland
El Pic Bonpland és una muntanya de 4.883 metres situada a la Sierra Nevada de Mérida, una serralada secundària de la Serralada de Mérida, als Andes. Aquesta és la quarta muntanya més alta de Veneçuela, rere el pic Bolívar, el pic Humboldt i el pic La Concha. Es troba inclòs dins el Parc Nacional Sierra Nevada i junt amb el veí pic Humboldt comparteix la glacera més gran del país.
La primera ascensió es va fer el 1911, per Alfredo Jahn, en la mateixa ascensió en què es va pujar el pic Humboldt. El seu nom és en honor de l'explorador i botànic francès Aimé Bonpland, tot i que aquest mai visità els Andes veneçolans.